# Natacha Litzistorf
Natacha Litzistorf Spina, née le 28 juin 1968 à Pully, est une personnalité politique lausannoise, membre des Verts. 
Elle est directrice d'Equiterre de 2001 à 2016 et présidente de la Fédération romande des consommateurs de 2014 à 2016. Elle siège à la municipalité de Lausanne depuis le 1er juillet 2016, à la direction du logement, environnement et architecture.

## Biographie
Natacha Litzistorf naît le 28 juin 1968 à Pully, près de Lausanne. Elle est fille unique. Ses parents sont fribourgeois, ouvriers dans le secteur de l'horlogerie jurassienne. Son patronyme est d'origine polonaise,. 
Elle passe sa petite enfance en Gruyère, à Enney, ses parents ayant dû la confier à sa grand-mère maternelle lors de la crise horlogère, puis sa scolarité à Genève, dans le quartier du Molard. De sa prime jeunesse en Gruyère, elle développe un attachement à l'environnement,. 
Diplômée en sciences politiques de l'Université de Genève, avec une formation postgrade en écologie et en sciences de l'environnement de l'Université de Neuchâtel, elle est également titulaire d'un certificat en politique et droit communautaire de l'environnement de l'Université catholique de Louvain-la-Neuve, en Belgique.
Après ses études, elle fait un stage en 1994 chez Équiterre, une association consacrée au développement durable. Elle en prend la direction en 2001. Elle effectue notamment à ce titre un travail de lobbyiste au Parlement suisse de 2004 à 2007[réf. nécessaire] et représente l'association dans plusieurs commissions extraparlementaires fédérales, dont la commission du Fonds suisse pour le paysage et le Conseil de l'organisation du territoire. Elle travaille également pour le Programme de l’OMS/Europe et le réseau Ville santé.
Le 13 juin 2014, elle est nommée à la présidence de la Fédération romande des consommateurs, succédant à Monika Dusong,.
Elle est mariée depuis 2011 à Francesco Spina, ingénieur en électricité de l'EPFL originaire du sud de l'Italie, qui travaille pour Logitech,,. Ils n'ont pas d'enfant.

### Parcours politique
Elle entame sa carrière politique en entrant en 2008 au Conseil communal de Lausanne, qu'elle préside en 2013-2014. Elle est également présidente des Verts lausannois[Quand ?].
Le 28 février 2016, elle est brillamment élue au premier tour à l’exécutif de la municipalité de Lausanne, parvenant à conserver le siège occupé jusque-là par Daniel Brélaz en obtenant 57,6 % des voix et arrivant en cinquième position des six élus (devant le popiste David Payot). Elle prend la direction des départements du logement, de l'environnement et de l'architecture. Elle est réélue pour un deuxième mandat au second tour le 29 mars 2021, arrivant avec 15 205 suffrages en quatrième position, à 400 voix du mieux élu, le syndic Grégoire Junod (15 604 suffrages).
Elle dirige notamment le projet de rénovation complet de la place de la gare à Lausanne, intitulé Pôle gare,.
Elle considère Robert Cramer comme son mentor en politique.

### Autres mandats
Elle préside à partir de 2010 l’association Jardin urbain à Lausanne, organisatrice de la manifestation Lausanne Jardins.
En 2002, elle est membre de la délégation officielle suisse du Sommet mondial sur le développement durable à Johannesbourg  et la Conférence interministérielle préparatoire à Bali[réf. nécessaire].